# Gouvernement du Québec
Le gouvernement du Québec ou officiellement le gouvernement de Sa Majesté pour le Québec (étant administré par le monarque ou son lieutenant gouverneur) est l'organisme du pouvoir exécutif dans la province de Québec depuis 1867.
Officiellement, le gouvernement est administré par le lieutenant-gouverneur du Québec au nom du monarque canadien. En pratique, le premier ministre est responsable de la formation du Conseil exécutif qui est dans les faits, l'organe exécutif principal au Québec. Le gouvernement du Québec est responsable devant l'Assemblée nationale du Québec.
Les membres du Conseil exécutif, les ministres, sont des officiers de la Couronne chargés de l'exécution des lois adoptées par le Parlement, ainsi que des décrets. Ils sont souvent titulaires d'un ministère.

## Composition

### Lieutenant-gouverneur
La Constitution du Canada prévoit que le pouvoir exécutif au Québec est détenu par le Roi du Canada, représenté au Québec par son lieutenant-gouverneur. Par convention constitutionnelle, celui-ci n'exerce pas les pouvoirs, mais c'est le Conseil exécutif qui le fait.

### Conseil exécutif
Le Conseil exécutif du Québec (communément le Conseil des ministres) est le corps politique chargé d'aider et de conseiller le lieutenant-gouverneur dans le gouvernement québécois ; ses membres sont chargés d'une responsabilité ministérielle devant le Parlement.
Le Conseil exécutif est composé du premier ministre et d'un certain nombre de députés élevés au rang de ministres par le lieutenant-gouverneur ; par décrets et en collégialité, ses membres assurent la direction du gouvernement et régissent la fonction publique québécoise.

### Premier ministre
Le premier ministre du Québec est le président du Conseil exécutif ; dit primus inter pares, il y fait ainsi figure de chef de gouvernement.
Le premier ministre est le principal officier politique et conseiller du lieutenant-gouverneur ; il est choisi par ce dernier, qui par convention constitutionnelle mande le chef du parti politique détenant le plus de sièges à l’Assemblée nationale.

### Administration publique

#### Ministères
Les ministères québécois sont les instruments de gouvernement par lesquels les membres du Conseil exécutif remplissent leurs fonctions; le premier ministre est d'office titulaire du ministère du Conseil exécutif.
Les ministres exécutent les lois et les décrets du Québec; par arrêtés, ils gèrent la mise en œuvre des politiques publiques et contrôlent les organismes gouvernementaux et les sociétés d'État.

#### Fonction publique
Le Conseil du trésor est un comité permanent du Conseil exécutif chargé de l'intendance de l'État québécois; il dirige la fonction publique québécoise.
Le secrétaire général et greffier du Conseil exécutif est le premier fonctionnaire de l'État; il est le supérieur hiérarchique de tous les sous-ministres du gouvernement, hauts fonctionnaires de l'administration publique affectés à la direction des ministères québécois.